# 청주청원경찰서
청주청원경찰서(淸州淸原警察署, Cheongju Cheongwon Police Station)는 충청북도경찰청이 관할하는 경찰서 중 하나이다. 충청북도 청주시 청원구와 서원구·상당구의 일부지역을 관할한다. 충청북도 청주시 청원구 향군로 60에 위치하고 있다.
서장은 총경으로 보한다.

## 기본 정보
- 주소: 충청북도 청주시 청원구 향군로 60
- 우편번호: 28488

## 관할 파출소 및 지구대
청주청원경찰서는 4개 지구대와 1개 파출소를 산하에 두고 있다.
| 명칭       | 사진 | 주소                      | 관할구역                                      | 치안센터     |
| ---------- | ---- | ------------------------- | --------------------------------------------- | ------------ |
| 율량지구대 |      | 청원구 율량로3길 41       | 청원구 율량사천동, 오근장동                   |              |
| 사창지구대 |      | 서원구 1순환로 690        | 서원구 사창동, 사직1·2동, 성화개신죽림동 일부 |              |
| 오창지구대 |      | 청원구 오창읍 2산단로 113 | 청원구 오창읍                                 |              |
| 내덕지구대 |      | 청원구 중앙로 202         | 청원구 내덕1·2동, 우암동, 상당구 중앙동 일부  |              |
| 내수파출소 |      | 청원구 내수읍 내수로 712  | 청원구 내수읍, 북이면                         | 북이치안센터 |

## 논란
2015년 9월 23일에 율량지구대 소속의 여경이 10년간 도피한 지명수배범을 체포하는데 일조했다고 홍보하였으나, 이후 확인한 결과 여경은 도주로 차단에만 기여했을 뿐 검거에 기여하지 못했고, 율량지구대는 '표창이라도 하나 챙겨주려고 잘못된 판단을 했다'며 조작을 시인하였다. 충청북도지방경찰청은 조작을 주도한 지구대 팀장과 조작을 알고도 언론과 인터뷰를 한 순경에 중징계를 내렸고, 이후 경찰청 출입기자에게 배포되던 '신입 경찰 우수 사례' 보도자료를 폐지하였다.